# Kouros
I kouroi, singolare koùros (κοῦρος - ragazzo, plur. κοῦροι), sono sculture greche del periodo arcaico, la cui origine si colloca intorno alla metà del VII secolo a.C. e la cui impostazione risente inizialmente degli influssi provenienti dalla statuaria egizia. Il kouros è una figura umana maschile nuda e stante, idealmente priva di azioni e di attributi simbolici. Il considerevole numero di esemplari pervenuti permette di seguirne lo sviluppo sino all'inizio dell'età severa.

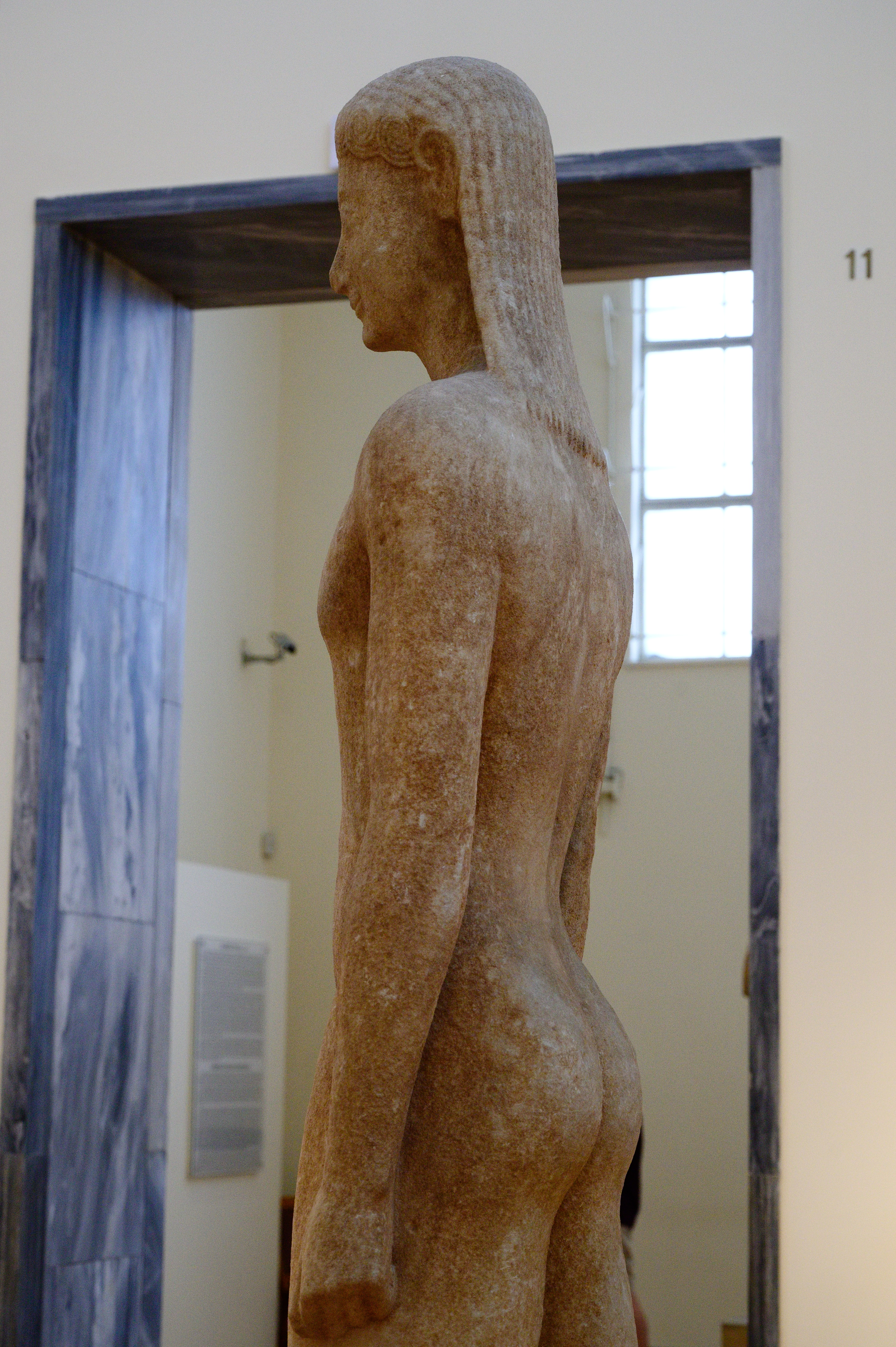
Kouros da Milos, sepoltura, intorno al 550 a.C. Marmo Naxos, alto 214 cm. Museo Archeologico Nazionale di Atene N 1558.

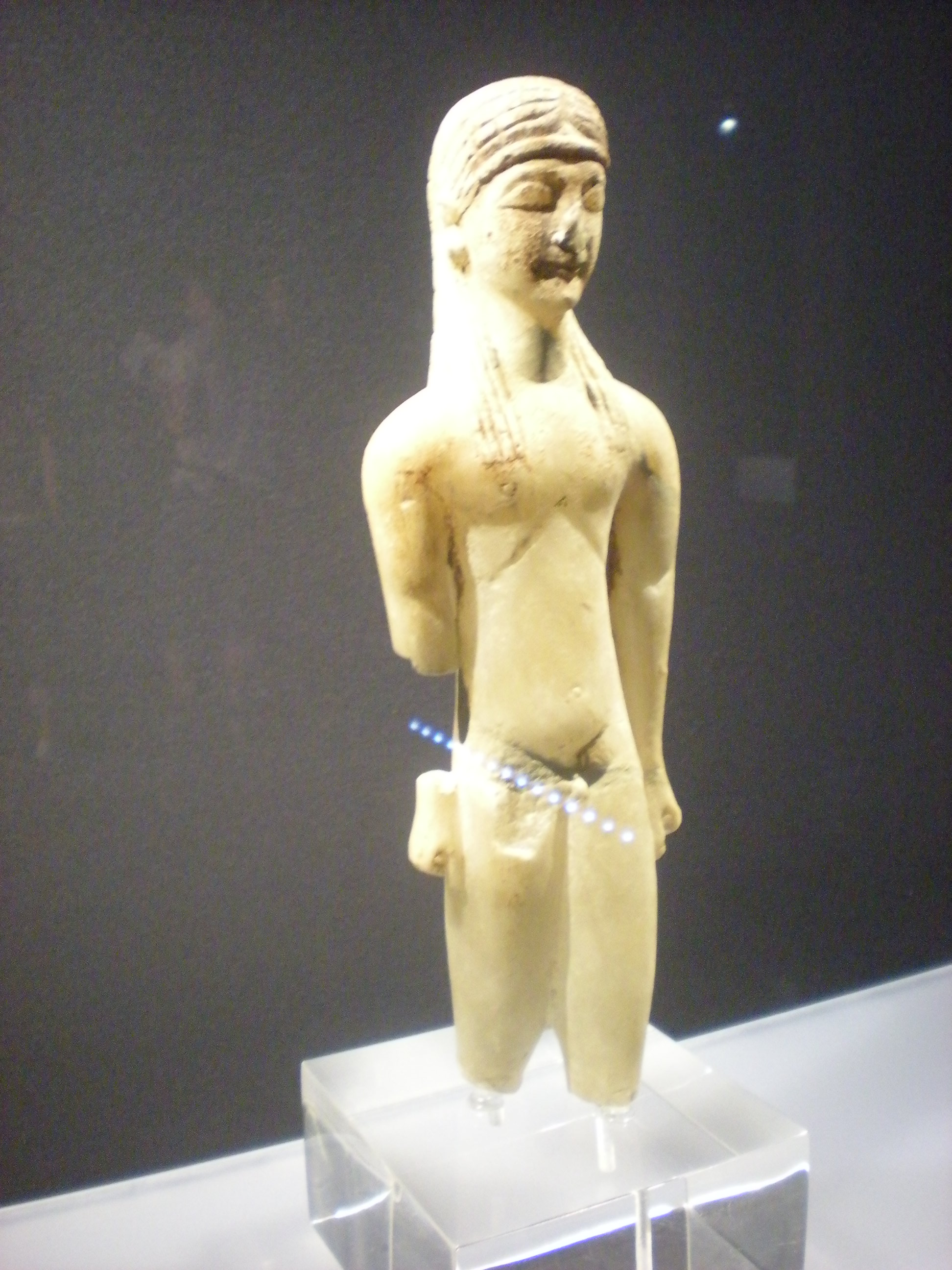
Il Kouros di Naucrati

Il termine kouros, impiegato in epoca moderna, ha sostituito il precedente apollino, che faceva riferimento a una funzione specifica come statua di culto e, come si è compreso in seguito, rivestita da queste sculture solo parzialmente. Solo alcuni dei kouroi giunti sino a noi sono stati ritrovati in santuari dedicati ad Apollo, altri sono stati dedicati ad altre divinità e altri ancora sono stati eretti come segnacoli tombali.

## Origine ed evoluzione

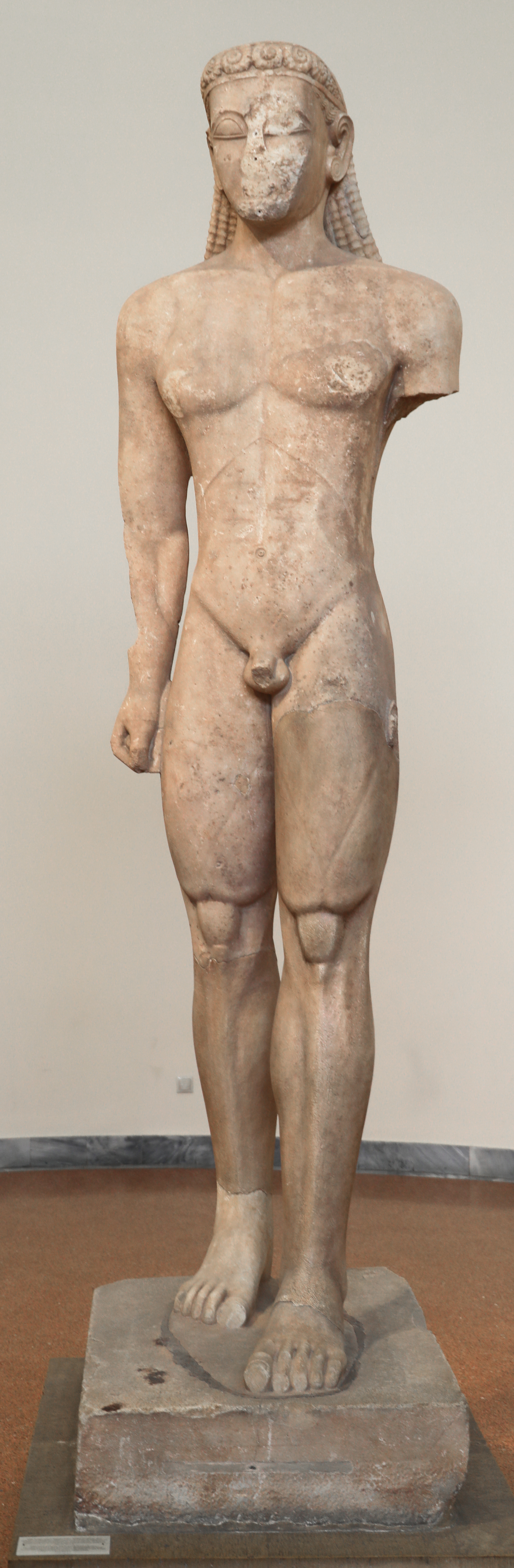
Kouros del Sunio (fine del VII sec. a.C.), h. 340 cm, Atene, Museo archeologico nazionale

Al problema dell'origine dei kouroi è connesso quello dello sviluppo della scultura monumentale greca arcaica. Da una parte l'origine del kouros risiede negli xoana, statue di culto che materializzano la presenza della divinità alla quale è dedicato il santuario in cui si trovano, dall'altra essa è stata incentivata dall'intensificarsi dei rapporti commerciali con l'Egitto a partire dalla fondazione di Naucrati nella prima metà del VII secolo a.C. A questo proposito occorre ricordare quella concentrazione sulla figura umana che si riscontra nella decorazione vascolare greca a partire dalla prima metà dell'VIII secolo a.C. (Medio geometrico II), a sua volta da mettere in relazione con aspetti politici e sociali legati all'autoconsapevolezza e all'autocelebrazione dell'aristocrazia greca e al formarsi della polis. Da questo punto di vista il confronto con le civiltà orientali non sembra doversi leggere in chiave imitativa, quanto come stimolo alla creazione di modelli culturali propri.
Il sistema delle proporzioni e la tecnica scultorea utilizzata dai Greci derivano dalla statuaria egizia, nella quale sono presenti tutti i caratteri dei kouroi con alcune eccezioni: le mani serrate delle statue egiziane stringono un cilindro che era per gli Egizi simbolo di regalità, ma che non avrebbe avuto alcun significato nella cultura greca. Le fattezze anatomiche sono rese dagli scultori greci in modo idealizzato, mentre gli scultori egizi ricercano una rappresentazione più aderente alla realtà, in generale le loro sculture appaiono più rotonde e precise, mentre le indicazioni anatomiche nelle sculture greche appaiono come motivi ornamentali. La posizione della gamba sinistra avanzata era già presente in Grecia nelle figurine in bronzo del tardo geometrico, e dal punto di vista strutturale appare evidente come, malgrado la gamba avanzata, le sculture egizie siano essenzialmente statiche e piuttosto appoggiate sul blocco di pietra che le regge posteriormente e che è totalmente assente nella statuaria greca.
Seguendo le tecniche egiziane lo scultore greco tracciava le griglie su un blocco di pietra, la quale veniva sbozzata sui quattro piani verticali togliendo gradualmente strati di materia. Questa tecnica rimase sostanzialmente la stessa lungo tutto il periodo arcaico. La fine di questa produzione scultorea corrispose a una perdita di funzione della stessa, da mettere in relazione con cambiamenti sociali e politici e con la nascita di un nuovo modello di figura umana che è possibile indicare nell'Efebo di Crizio dell'Acropoli, databile al 480 a.C.
J. M. Hurwit nota come attraverso le dediche incise sulle basi del VI secolo a.C. le statue si rivolgano al lettore in prima persona, oppure tramite una terza persona che parla per loro. Questa convenzione smette di essere frequentemente impiegata verso la fine del secolo, quando i nomi iniziano a essere scritti al genitivo, e ciò contemporaneamente al maggiore sviluppo naturalistico delle figure, come se l'evoluzione tecnica degli scultori greci avesse in qualche modo influenzato il loro stesso modo di concepire la funzione propria e la funzione degli oggetti che realizzavano, passando quindi dal concetto di statua come incarnazione e magico sostituto, al nuovo concetto di mimesis. Ovviamente trattandosi di una produzione originariamente legata alla parte aristocratica e conservatrice della società greca, il cambiamento avvenne in forma di inevitabile evoluzione strenuamente osteggiata, e passò attraverso fasi contraddittorie presenti in una stessa opera come nel Kouros di Aristodikos, ad esempio, o nella simultanea produzione di opere come quella appena citata e l'Apollo Strangford.

## Finalità e funzioni
Una fondamentale differenza tra la statuaria egizia e il kouros greco consiste nella finalità; la statuaria religiosa egizia è sempre connessa ai riti della sepoltura, mentre quella greca aveva destinazioni non necessariamente funerarie. I kouroi e le korai posizionati sopra le tombe, come il Kouros di New York che era stato il segnacolo per una tomba in una zona rurale dell'Attica, non avevano alcuna relazione con il concetto dell'immortalità dell'anima quale aveva una statua funeraria egizia; il kouros aveva prevalentemente funzione commemorativa, come ne avevano i vasi monumentali del periodo geometrico, dei quali costituisce la forma evoluta del periodo arcaico. In generale, alla vita ultraterrena i Greci non guardavano come a un futuro, quello che il kouros funerario prometteva era piuttosto l'eroizzazione eterna tra i vivi e l'aristocratico veniva commemorato al culmine della sua bellezza e virtù.
Il fondamentale significato del kouros e della kore era indistinguibile dalla loro apparenza qualunque fosse il tipo di bellezza a cui si conformavano, legato alla regione di produzione; si trattava di un monumento alla kalokagathia, ma anche di una negazione del tempo e del cambiamento. Kleobis e Biton, scoperti a Delfi nel 1893 e 1894, sono statue commemorative, sostituti di persone reali (o ritenute tali) che nella schematizzazione trovavano rifugio dall'incertezza e mutevolezza della vita. Essi vennero offerti o consacrati nel santuario di Apollo (non Hera, come ci si sarebbe potuti attendere conoscendo la narrazione) da una collettività. Questo rito sacrificale collettivo in parte aiuta a comprendere anche quel legame particolare, che sembrava evidenziarsi all'origine, tra il kouros e il dio Apollo, una divinità fortemente legata alla società greca strutturatasi nella polis e garante di tale ordine e struttura.
Trattandosi di un archetipo, di un'idea di uomo, il kouros si prestava a svolgere diverse funzioni, ma con l'eccezione di un gruppo di kouroi colossali provenienti dal Sounion e un paio di figure provenienti dall'Acropoli, gli ateniesi hanno usato il kouros solamente per le tombe, mentre in Beozia è stato impiegato per le offerte votive nei santuari. Kouroi e korai dedicati in recinti sacri erano anche agalmata: statue destinate a piacere e servire gli dei. A Samo il kouros veniva usato per entrambe le funzioni, mentre alcune zone non ne hanno fatto alcun uso: gli esempi provenienti dal Peloponneso ad esempio sono scarsi, e nessuno proviene da Olimpia.

## Kouros
La statua, in nudità eroica, è in posizione stante, benché presenti la gamba sinistra avanzata, ad accennare un passo, unico segno, anche se tenue, di movimento. Ulteriore fatto caratterizzante i kouroi sono le braccia addossate al corpo, che terminano con pugni chiusi. Risalta sul volto il cosiddetto "sorriso arcaico", appena accennato; i primi studi dedicati all'argomento mettevano in relazione il sorriso con la pace interiore del soggetto della statua facendo prevalere interpretazioni di tipo psicologico, in seguito l'impiego del sorriso venne ricondotto principalmente all'incapacità degli scultori di rendere realmente curve le superfici e quindi a problematiche di tipo tecnico: la curvatura delle labbra portava ad arrotondare tutte le fattezze facciali e particolarmente quelle della bocca stessa e degli occhi. Inoltre la figura del kouros greco è idealizzata non proponendosi alcun intento naturalistico di tipo imitativo, anche se vi si nota nelle articolazioni inferiori una maggiore attenzione alla muscolatura, questa viene del tutto trascurata nella parte superiore della statua che è resa in modo notevolmente stilizzato. Le statue, infine, venivano create con l'intento di rendere la parte frontale predominante sugli altri lati. Le caratteristiche formali dei kouroi possono essere sintetizzate quindi nel modo seguente: staticità, nudità, gamba sinistra avanzata, braccia stese lungo i fianchi, pugni serrati, sorriso arcaico, visione frontale, testa eretta, busto a forma di trapezio isoscele.
Il cammino dei kouroi greci incrocia all'origine l'apparire dello stile dedalico (VII secolo a.C.), che è il nome dato, seguendo la tradizione, alla comparsa delle prime statue e dei primi rilievi a grandezza naturale, o di dimensioni colossali, come i kouroi provenienti da Capo Sounion e quello dall'Heraion di Samo. Il popolo ellenico aveva fino a quel momento soddisfatto le proprie esigenze artistiche e di culto con una produzione di piccole dimensioni, ma il contatto e gli scambi commerciali con le popolazioni orientali spinsero i Greci verso questa nuova possibilità espressiva e verso la sperimentazione con un materiale come il marmo, largamente disponibile in alcune zone della Grecia.
Gisela Richter nel volume Kouroi del 1960 analizzava l'evoluzione tipologica dei kouroi e tentava una classificazione basata sul luogo di rinvenimento, metodo che è stato considerato valido soprattutto per le opere di più grandi dimensioni per le quali aumentano le probabilità che fossero effettivamente eseguite sul posto. Le analisi della Richter si basano sull'evoluzione anatomica, sulla tecnica di lavorazione e sugli strumenti adoperati. Il metodo della comparazione anatomica porta la Richter a stabilire gruppi di opere non sempre interamente accettabili: il gruppo del Sunio (615-590), il gruppo Orchomenos-Thera (590-570), Tenea-Volomandra (575-550) il gruppo di Melos (555-540), quello di Anavyssos-Ptoion (540-520) e dello Ptoion isolato (520-485). Ogni gruppo è accompagnato da una breve analisi storica, da un tentativo di definizione della cronologia assoluta, e da una minuta descrizione anatomica. Tra le opere che Gisela Richter riunisce in un unico gruppo appartenente al primo periodo della produzione di kouroi greci, tentativamente posto tra il 615 e il 590 a.C., vi sono le statue provenienti dal santuario di Poseidone a Capo Sounion, la testa proveniente dal Dipylon (NAMA 3372) il kouros di New York (Met 32.11.1) e i gemelli di Delfi, Kleobis e Biton.

### I Diòscuri: Càstore e Pollùce

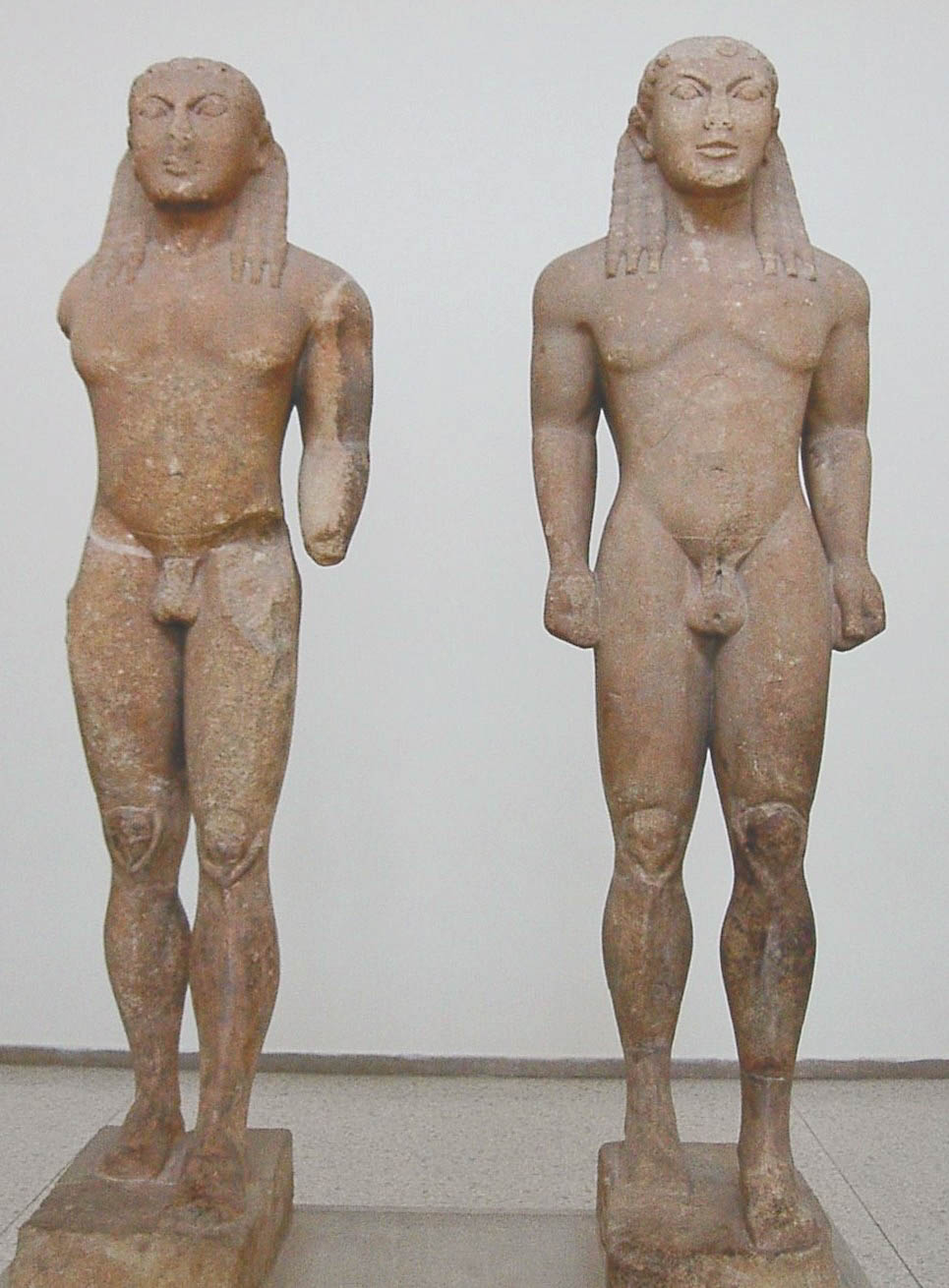
Kleobis e Biton (585 a.C. ca.), Delfi, Museo Archeologico

Questi due koùroi furono dedicati al dio Apollo, più precisamente nel santuario di Delfi. Un'iscrizione collocata in una delle basi ha consentito di attribuire con ogni probabilità l'opera a Polimede di Argo e di riconoscere nei due giovani i Dioscuri, Castore e Polluce, figli di Zeus, facendo così abbandonare l'identificazione tradizionale con Cleobi e Bitone, due eroici fratelli argivi ricordati dallo storico Erodoto. Essi sono ritenuti tra i capolavori della scuola peloponnesiaca, riconoscibile grazie all'impressione di solidità suggerita dall'adozione di proporzioni massicce (spalle e toraci possenti). I visi sono pieni e quasi quadrati, animati da occhi globulari; l'acconciatura è resa con la tecnica della perlinatura e ricade sulle spalle, distinguendosi simmetricamente in un unico numero di trecce per lato. Si è preferito in queste due statue l'accostamento dei volumi imponenti della muscolatura anziché il naturalismo della rappresentazione. La forza e la potenza sono infatti i principali ideali dorici, dei quali i Dioscuri sono un perfetto esempio. Entrambe le sculture differiscono quindi da quelle di area attica, più longilinee, e ionica, caratterizzata da una corporatura più morbida e slanciata.

## Tipologie regionali
Come si è soliti suddividere i tre stili dei templi greci in ordine dorico, ionico e corinzio, è possibile convenzionalmente dividere la scultura greca arcaica in dorica, attica e ionica.
- La scultura dorica (Argo, Corinto, Sparta) si sviluppa dal VII-VI secolo a.C. ed è caratterizzata da fattezze tozze e un po' sproporzionate.
- La scultura attica (Atene) si sviluppa dal VI secolo a.C. e cerca di riprodurre le membra maggiormente curve.
- La scultura ionica (Samo, Nasso, Chio, Mileto) si sviluppa anch'essa nel VI secolo a.C. e ricerca l'armonia e l'equilibrio.

Uno sguardo ai reperti evidenzia come nella scuola dorica prevalga una struttura a blocchi sovrapposti netti e definiti (Cleobi e Bitone di Polimede, ma anche la Dama di Auxerre), mentre nelle scuole ioniche prevale invece una struttura più compatta, cilindrica, racchiusa entro una linea di contorno elegante e sinuosa (vedi Hera di Samo, ma anche la Kore di Nikandre). Per quanto riguarda la scuola attica, questa sembra mostrare la propria qualità espressiva, più che nel Kouros del Sounion, nella Testa di kouros 3372, dotata di sorprendente morbidezza e uniformità.